# Turbaco

Localização do município de Turbaco no departamento de Bolívar

Turbaco é um município do departamento de Bolívar, na Colômbia.